# Apamea idonea
Apamea idonea là một loài bướm đêm trong họ Noctuidae.